# Liste der Biografien/Koso
Liste der Biografien |
Portal Biografien |
Personensuche
# |
A |
B |
C |
D |
E |
F |
G |
H |
I |
J |
K |
L |
M |
N |
O |
P |
Q |
R |
S |
T |
U |
V |
W |
X |
Y |
Z |
?
 
Ka |
Kb |
Kc |
Kd |
Ke |
Kf |
Kg |
Kh |
Ki |
Kj |
Kl |
Km |
Kn |
Ko |
Kp |
Kr |
Ks |
Kt |
Ku |
Kv |
Kw |
Ky |
Kx |
Kz
 
Koa |
Kob |
Koc |
Kod |
Koe |
Kof |
Kog |
Koh |
Koi |
Koj |
Kok |
Kol |
Kom |
Kon |
Koo |
Kop |
Kor |
Kos |
Kot |
Kou |
Kov |
Kow |
Kox |
Koy |
Koz
 
Kosa |
Kosb |
Kosc |
Kose |
Kosg |
Kosh |
Kosi |
Kosj |
Kosk |
Kosl |
Kosm |
Kosn |
Koso |
Kosp |
Koss |
Kost |
Kosu |
Kosv |
Kosy |
Kosz
Die Liste der Biografien führt alle Personen auf, die in der deutschsprachigen Wikipedia einen Artikel haben. Dieses ist eine Teilliste mit 29 Einträgen von Personen, deren Namen mit den Buchstaben „Koso“ beginnt.

## Koso
- Kōso, Kazuhiro (* 1959), japanischer Fußballspieler
- Koso-Thomas, Olayinka (* 1937), nigerianische Medizinerin

### Kosod
- Kosodajew, Michail Silytsch (1909–1986), russischer Kernphysiker und Hochschullehrer

### Kosok
- Kosok, Felix (* 1988), deutscher Grafikdesigner und Designwissenschaftler
- Kosok, Grzegorz (* 1986), polnischer Volleyballspieler
- Kosok, Heinz (1934–2025), deutscher Anglist und Hochschullehrer
- Kosok, Lisa (* 1955), deutsche Historikerin und Museumsleiterin

### Kosol
- Kosola, Katariina (* 2001), finnische Fußballspielerin

### Koson
- Kosonen, Daniel (* 2000), finnischer Hochspringer
- Kosonen, Eetu († 1953), finnischer Kunstturner
- Kosonen, Hanna (* 1976), finnische Politikerin und Ski-Orientierungsläuferin
- Kosonen, Krista (* 1983), finnische SchauspielerinKrista Kosonen (* 1983)

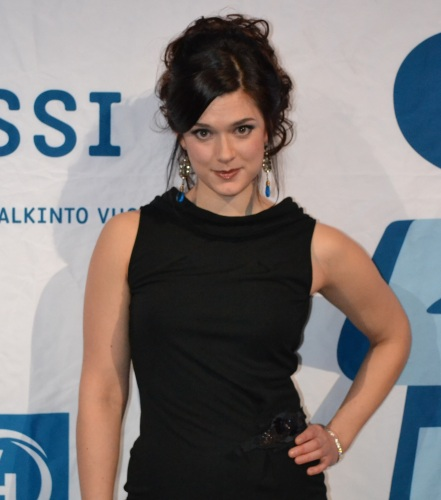
Krista Kosonen (* 1983)

- Kosonen, Silja (* 2002), finnische Leichtathletin
- Kosontschuk, Dmitri Anatoljewitsch (* 1984), russischer Radrennfahrer

### Kosor
- Kosor, Darinko (* 1965), kroatischer Politiker
- Kosor, Jadranka (* 1953), kroatische Politikerin und Journalistin
- Kosor, Josip (1879–1961), kroatischer Erzähler und Dramatiker

### Kosou
- Kosour, Bohumil (1913–1997), tschechoslowakischer Skisportler

### Kosov
- Kosova, Beqir (* 1949), albanischer Sportschütze
- Kóšová, Simona (* 1992), slowakische Volleyballspielerin
- Kosovalı, Timur (* 1990), deutsch-türkischer Fußballspieler
- Kosove, Andrew A. (* 1970), US-amerikanischer Filmproduzent
- Kosovel, Srečko (1904–1926), slowenischer Schriftsteller
- Kosović, Birgithe (* 1972), dänische Schriftstellerin und Journalistin

### Kosow
- Kosower, David, theoretischer Physiker
- Kosower, Edward M. (* 1929), israelisch-US-amerikanischer Chemiker
- Kosower, Mark (* 1976), US-amerikanischer Cellist
- Kosowski, Kamil (* 1977), polnischer Fußballspieler
- Kosowski, Kamil (* 1987), polnischer Eishockeytorwart